# Max Heiser
Max Heiser (* 1879; † 14. Januar 1921) war ein deutscher Turner, Sportfunktionär und Handballtrainer. Er gilt als Erfinder des Handballs.
Heiser schrieb 1917 erste Regeln nieder und legte fest, dass das 1915 von ihm für Frauen entworfene Spiel „Torball“ zukünftig „Handball“ heißen solle. Mit dem Spiel wollte er für Mädchen eine Möglichkeit schaffen, sich körperlich zu betätigen und zu fordern, da Jungenspiele wie Fußball ihm zu körperbetont erschienen. Seine Aktivitäten etablierten den Handballsport in Deutschland.